# RSA Conference

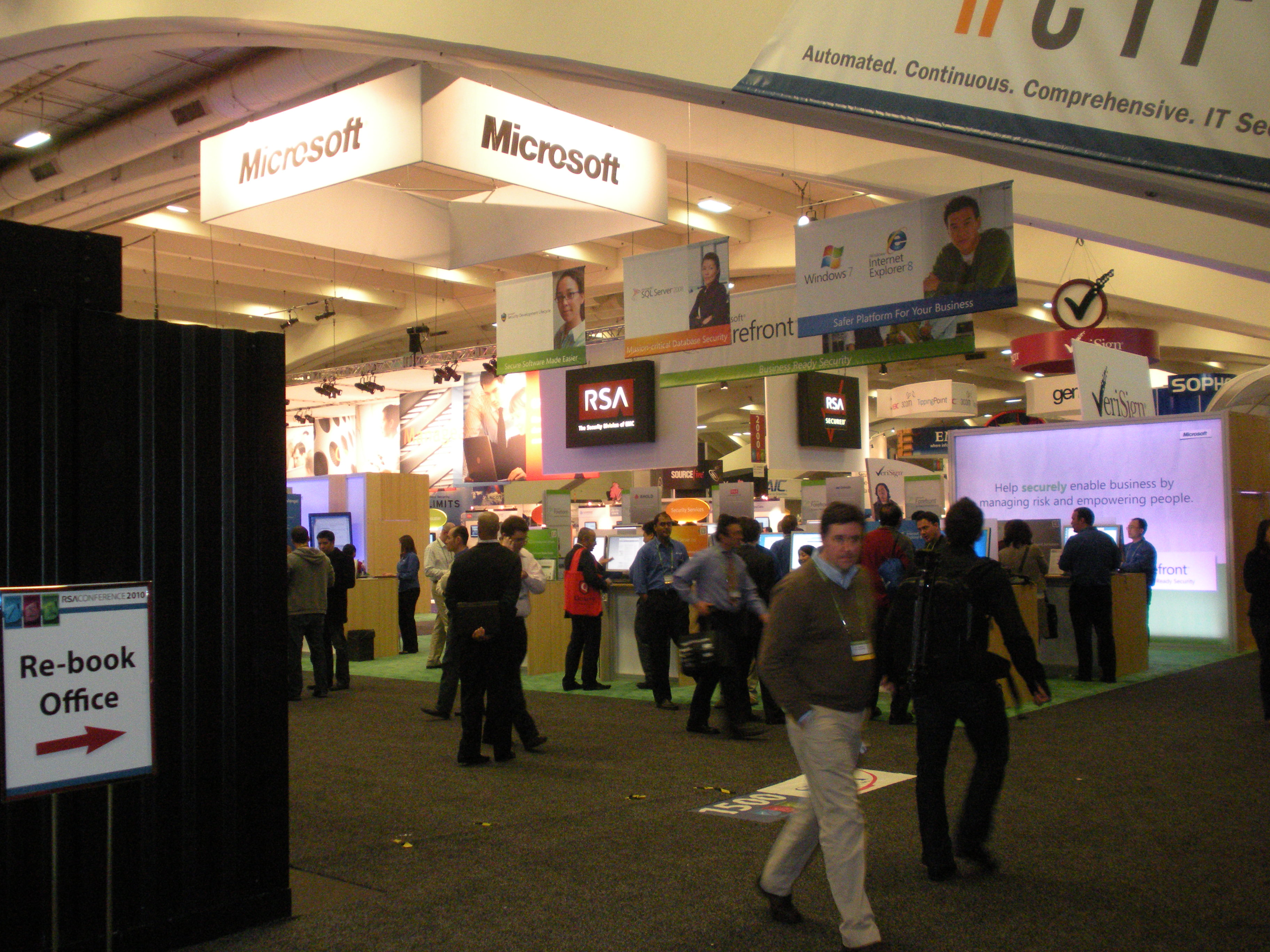
Security Expo à la Conférence RSA 2010.

RSA Conference est une série de conférences portant sur la sécurité de l'information. Principalement destiné aux industriels, les conférences sont organisées à la fois aux États-Unis d'Amérique et en Europe, tous les ans depuis 1991.
Les partenaires principaux de l'évènement européen sont Microsoft, RSA Security et Verisign.